# HNLMS Piet Hein (1927)
Pour les autres navires du même nom, voir HNLMS Piet Hein.
Le HNLMS Piet Hein (en néerlandais : Hr.Ms. Piet Hein), était un destroyer de classe Admiralen construit pour la Marine royale néerlandaise dans les années 1920.

## Historique
Le 23 août 1936, les navires HNLMS Sumatra, Java, Van Galen, Witte de With et Piet Hein sont présents à la Fleet Week (en) de Surabaya. Après des entraînements en mer de Chine méridionale, les croiseurs de classe Java et les destroyers Evertsen, Witte de With et Piet Hein firent une visite de la flotte à Singapour le 13 novembre.
Le 13 octobre 1938, il entra en collision avec le croiseur Java dans le détroit de la Sonde. Le Java dut être réparé à Surabaya.
Opérant principalement depuis les Indes orientales néerlandaises, le destroyer stationnait à Surabaya lorsque la guerre éclata dans le Pacifique en 1941. Il participa à la bataille du détroit de Badung dans la nuit du 18 au 19 février 1942, où il fut torpillé et coulé par le destroyer japonais Asashio. 64 hommes, dont son capitaine J.M.L.I. Chömpff, décédèrent dans cette attaque.